# 元暹
元 暹（げん せん、生年不詳 - 539年）は、北魏・東魏の皇族。汝陽王。字は叔照。

## 経歴
西河王元太興の子として生まれた。528年（建義元年）、南兗州刺史に任じられ、州で権暴をふるって、多くの人を殺害した。529年（永安2年）4月、元顥が洛陽に入ったが、元暹は南兗州に拠って屈服しなかった。7月、汝陽王に封じられた。秦州刺史に転じた。秦州の城民がたびたび反乱を繰り返したことを口実に、多くの人を処刑した。531年（普泰元年）、涼州刺史に任じられ、その統治は収奪と暴力をきわめた。府の官人や商胡の財産を手に入れるため、恩賞を与えると騙して富豪たちを呼び集め、一時に殺戮しつくし、かれらが所有していた財産や使用人を接収して自らの財産とした。534年（永熙3年）6月、孝武帝の命を受けて石済を守備した。536年（天平3年）12月、東魏の高歓が西魏を討つと、元暹は高昂らとともに上洛におもむいた。537年（天平4年）1月、録尚書事となった。539年（元象2年）6月、死去した。太師・録尚書事の位を追贈された。
子の元賥が、汝陽王の位を嗣いだ。

## 伝記資料
- 『魏書』巻19上 列伝第7上
- 『北史』巻17 列伝第5